# Історія Нагірного Карабаху
Це стаття про історію Нагірного Карабаху.

## Давній період

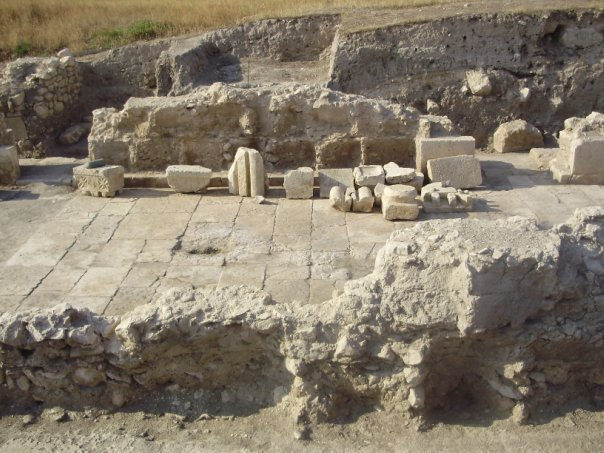
Розкопки Тигранакерту — міста Тиграна Великого (1 століття до н. е.)

Нагірний Карабах (вірменська самоназва — Арцах), розташований на північному сході Вірменського нагір'я, з давніх-давен був однією з провінцій історичної Вірменії, північно-східним кордоном якої, згідно з усіма античними джерелами, була Кура. Природно-кліматичні умови гірського краю обумовлені сприятливим географічним положенням. У давньовірменській державі Урарту (VIII—V до н. е.) Арцах згадується під назвою Уртехе-Уртехіні. У творах Страбона, Плінія Старшого, Клавдія Птолемея, Плутарха, Діона Кассія та інших авторів вказувалося, що по Курі проходив кордон Вірменії із сусідньою Албанією (Алуанком) — стародавньою державою, яка являла собою конгломерат різномовних кавказьких гірських племен.
Після розділу Вірменії між Візантією і Персією (387 р.) територія Східного Закавказзя (включаючи Арцах) перейшла до Персії, що, однак, до пізнього середньовіччя не вплинуло на етнічні кордони в регіоні: правобережжя Кури разом з Арцахом (Карабахом) залишалася вірменонаселеною. І тільки в середині XVIII століття в північні райони Карабаху почалося проникнення тюркських кочових племен, що поклало початок багаторічним війнам з вірменськими князівствами. Мелікства (князівства) Нагірного Карабаху, керовані наслідними питомими князями — меліками, зуміли зберегти фактичний суверенітет, включаючи власні дружини, князівські дружини тощо. Будучі вимушеними сторіччями відбивати навали військ Османської імперії, набіги кочових племен і загонів численних і часто вороже настроєних сусідніх ханів, а то і військ самих шахів, мелікства Арцаху прагнули звільнитися від іновірної влади. С цією метою в XVII-XVIII століттях карабаські мелікі вели листування з російськими царями, у тому числі з імператорами Петром I, Катериною II і Павлом I.
У 1805 році територія історичного Арцаху, формально отримала назву Карабаського ханства, разом з великими районами Східного Закавказзя «на віки вічні» перейшла до Російської імперії, що було закріплено Гюлістанським (1813 р.) і Туркменчайським (1828 р.) договорами між Росією і Персією.

## Початок 20 століття

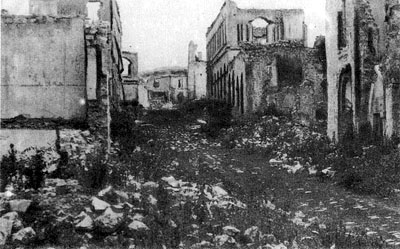
Знищені вірменські квартали в Шуші під час різанини вірмен

Період мирного життя, в цілому тривав до 1917 року. Після розвалу Російської імперії, в процесі формування на Кавказі держав, Нагірний Карабах в 1918—1920 рр. перетворився на арену жорстокої війни між Республікою Вірменія і Азербайджанською Демократичною Республікою, яка з моменту свого утворення висунула територіальні претензії на вірменські території Закавказзя.
Регулярні турецькі війська та азербайджанські збройні формування, скориставшись смутою, викликаною світовою війною і розпадом Російської імперії, у продовження геноциду вірмен в Туреччині в 1915 році, в 1918—1920 рр. знищили сотні вірменських сіл, влаштували різанину вірменів у Баку, Ґянджі. І тільки в Нагірному Карабасі ці формування натрапили на серйозний збройний опір, організований Національною Радою Нагірного Карабаху, хоча Шуші — столиця краю, 23 березня 1920 року була спалена і розграбована, а вірменське населення міста знищено.
Саме тоді міжнародне співтовариство визнало за необхідне втрутитися в конфлікт, що набував все трагічніший характер. 1 грудня 1920 на основі доповіді свого третього підкомітету П'ятий Комітет Ліги Націй, реагуючи на територіальні домагання Азербайджану і масові антивірменські погроми, одноголосно висловився проти прийняття Азербайджанської Демократичної Республіки в Лігу Націй. Тоді ж Ліга Націй, до остаточного врегулювання конфлікту, визнала Нагірний Карабах спірною територією, з чим погодилися всі залучені в конфлікт сторони, в тому числі і Азербайджан. Таким чином, у період виникнення в 1918-20 рр. Азербайджанської Демократичної Республіки її суверенітет не поширювався на Нагірний Карабах (так само як і на Нахіджеван).

## Радянський період

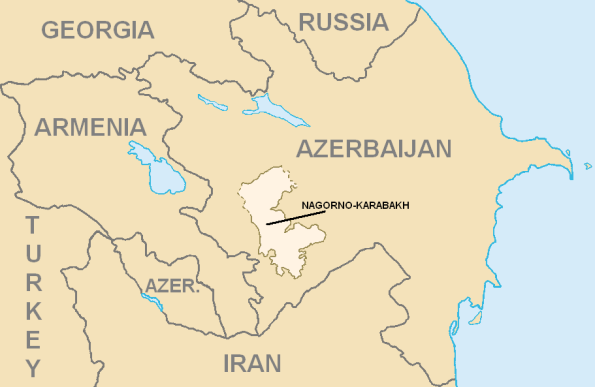
Нагірно-Карабаська автономна область у складі Азербайджанської РСР

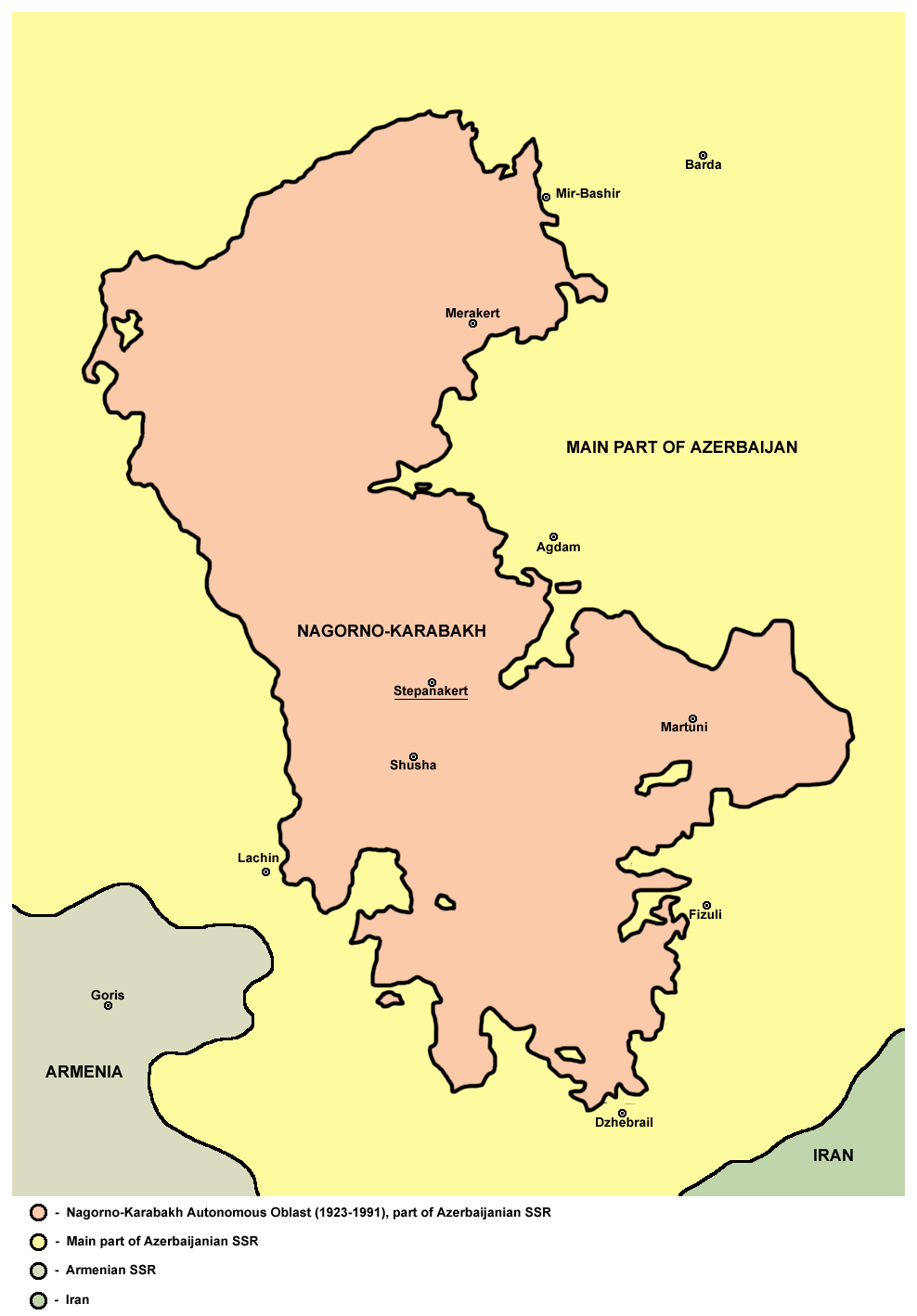

Встановлення радянської влади в Закавказзі супроводжувалося утвердженням нових політичних порядків. Після проголошення в 1920 р. Радянського Азербайджану російські війська, до мирного вирішення питання, згідно з Договором між Радянською Росією і Республікою Вірменія, тимчасово окупували Нагірний Карабах.
Однак відразу після встановлення радянської влади у Вірменії Ревком (революційний комітет — головний орган влади більшовиків у той час) Азербайджану декларує визнання «спірних територій» — Нагірного Карабаху, Зангезуру і Нахіжєевану — невід'ємними частинами Вірменії. До моменту декларування відмови від домагань на Нагірний Карабах, Зангезур і Нахіджеван ці території не входили в Азербайджанську Республіку.
На основі відмови Радянського Азербайджану від домагань на «спірні території» і на основі угоди між урядами Вірменії та Азербайджану, Вірменія в червні 1921 р. оголосила Нагірний Карабах своєю невід'ємною частиною. Текст декрету уряду Вірменії був опублікований у пресі як у Вірменії, так і в Азербайджані («Бакинський робітник» (орган ЦК Компартії Азербайджану), 22 червня 1921 р.). Таким чином, відбувся акт цесії, який виявився останнім у міжнародно-правовому сенсі законним актом щодо Нагірного Карабаху за час комуністичного режиму в Закавказзі.
Акт цесії вітали як міжнародне співтовариство, так і Росія, що зафіксовано в резолюції Асамблеї Ліги Націй (18.XII.1920 р.), В Довідці-ноті Генерального секретаря Ліги Націй членам — державам Ліги Націй (4.III.1921 р.) і в річному звіті Народного комісаріату (міністерства) закордонних справ РРФСР за 1920—1921 рр. вищому органу влади — XI з'їзду Рад.
Однак незабаром більшовицьке керівництво Росії в контексті політики сприяння «світової комуністичної революції», в якій Туреччині відводилася роль «факела революції на Сході», змінює своє ставлення до етнічно їй рідного Азербайджану і до проблеми «спірних» територій, в тому числі до Нагірного Карабаху.
Керівництво Азербайджану відновлює свої претензії на Нагірний Карабах. Пленум Кавбюро РКП (б), нехтуючи рішенням Ліги Націй і відкидаючи плебісцит як демократичний механізм встановлення кордонів між Вірменією та Азербайджаном, в 1921 році під безпосереднім тиском Сталіна і всупереч акту цесії, що відбувся, з процедурними порушеннями приймає рішення про відторгнення Нагірного Карабаху від Вірменії з умовою сформування на цих вірменських територіях національної автономії з широкими правами у складі Азербайджанської РСР.
Азербайджан всіляко відтягував виконання вимоги про надання автономії Нагірному Карабаху. Але після дворічної збройної боротьби карабахців і за наполяганням РКП (б) у 1923 р. незначній частини був наданий статус автономної області — однієї з конституційних форм національно-державного утворення в державному устрої СРСР. Більш того, Нагірний Карабах, мабуть, з далеким прицілом, був роздріблений — на одній частині сформували автономію, а решту розчинили в адміністративних районах радянського Азербайджану, причому таким чином, щоб ліквідувати фізичний і географічний зв'язок між вірменською автономією і Вірменією.
Таким чином, значна частина території, визнана Лігою Націй як спірна, була прямо анексована, і за межами автономії залишилася велика частина Нагірного Карабаху (Гюлістан, Карвачар, Карахат (Дашкесан), Бердзор, Шамхор та ін.). Тим самим, карабаська проблема була не вирішена, а заморожена майже на 70 років. Навіть у роки сталінських репресій під загрозою висилки усього вірменського народу зі своєї історичної Батьківщини (за прикладом інших репресованих націй) не припинялася боротьба вірмен Нагірного Карабаху та Вірменії за вихід краю зі складу Азербайджанської РСР.

## Боротьба за незалежність

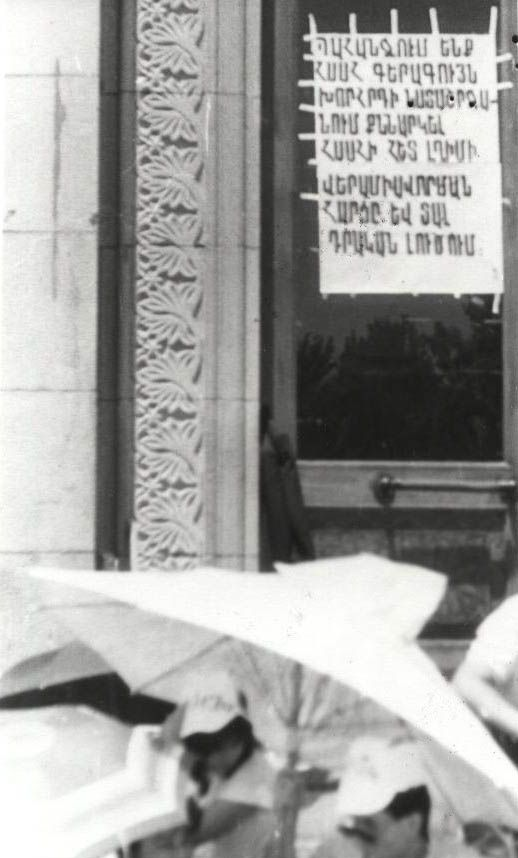
Мітинг в Єревані, під час якого вимагалося приєднати Нагірний Карабах до Вірменії

1988 р. став поворотним в історії Нагірного Карабаху. Народ Карабаху підняв голос на захист власних прав і свобод. Вірменське населення Нагірного Карабаху виступило з вимогою про возз'єднання з Вірменією. Ці події стали переломними не тільки в житті карабахців. Вони фактично визначили подальшу долю усього вірменського народу. 20 лютого 1988 р. позачергова сесія Ради народних депутатів НКАО ухвалила рішення, яке містило прохання Верховним Радам Азербайджану — про вихід з його складу, та Вірменії — про прийняття до свого складу.
Однак за кожним актом демократичного волевиявлення і прагнення перевести суперечку в цивілізоване русло слідували ескалація насильства, масове і повсюдне нехтування прав вірменського населення, демографічна експансія, економічна блокада і інше. Почалися погроми та масові вбивства вірмен у віддалених на сотні кілометрів від НКАО містах Азербайджану — Сумгаїті , Баку, Кіровабаді, Шамхорі, потім по всьому Азербайджану, в результаті яких сотні людей загинули і були поранені. Близько 450 тисяч вірменів з міст і сіл Азербайджану та Нагірного Карабаху стали біженцями.
2 вересня 1991 спільна сесія Нагірно-Карабаського обласної Ради і Ради народних депутатів Шаумянського району проголосила Нагірно-Карабаську Республіку (НКР) у межах колишньої НКАО і Шаумянського району. Була прийнята Декларація про незалежність НКР. Таким чином було здійснено право, відбите у чинному тоді законодавстві, зокрема, в Законі СРСР від 3 квітня 1990 р. «Про порядок вирішення питань, пов'язаних з виходом союзної республіки з СРСР», яке передбачає право національних автономій самостійно вирішувати питання про свій державно-правовий статус у разі виходу союзної республіки зі складу СРСР. У цей же час (листопад 1991 р.) Верховна Рада Азербайджану прийняла закон про скасування НКАО, який Конституційним судом СРСР був кваліфікований таким, що суперечить Конституції СРСР.
10 грудня 1991, всього за кілька днів до офіційного розпаду Радянського Союзу, в Нагірному Карабаху відбувся сумнівний референдум, який бойкотувало азербайджанське населення, на якому переважна більшість населення — 99,89 % — висловилося за повну незалежність від Азербайджану. За референдумом прослідували парламентські вибори та 28 грудня був обраний парламент НКР, який сформував перший уряд. Уряд де-факто незалежної, однак ніким не визнаної НКР приступив до виконання своїх обов'язків в умовах абсолютної блокади з боку Азербайджану та бойових дій проти нього.

## Період незалежності

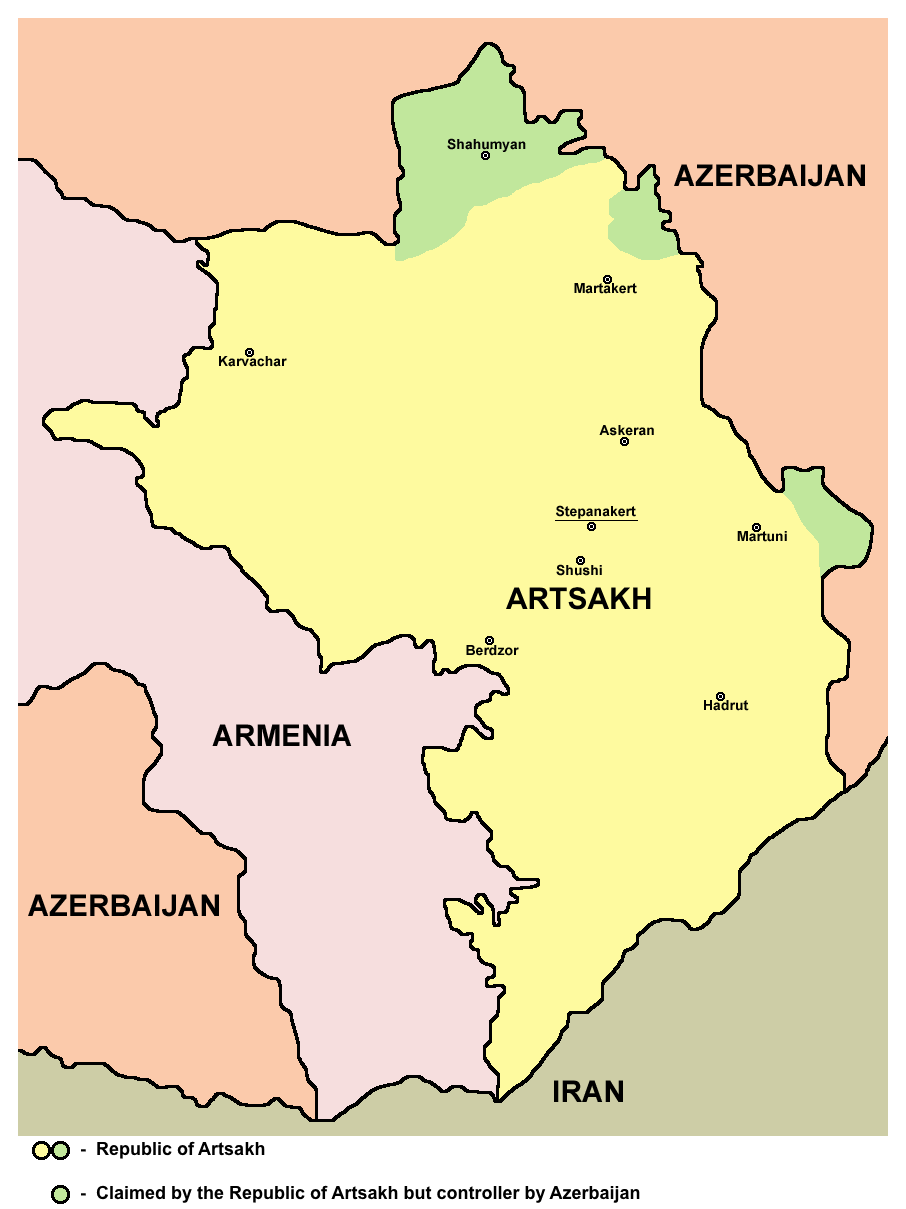

Використовуючи зосереджену на своїй території зброю і боєприпаси 4-ї армії збройних сил СРСР, Азербайджан розв'язав широкомасштабну війну проти Нагірного Карабаху. Ця війна, як відомо, тривала з осені 1991 року до травня 1994 року з перемінним успіхом. Були періоди, коли майже 60 відсотків території Нагірного Карабаху перебувало під контролем Азербайджану, а столиця Степанакерт та інші населені пункти піддавалися майже безперервним масованим авіабомбардуванням і артилерійським обстрілам.
До травня 1992 року сили самооборони НКР зуміли взяти під контроль м. Шуші, «пробити» коридор у районі м. Бердзор, возз'єднавши території НКР і Республіки Вірменія, тим самим частково ліквідувавши багаторічну блокаду НКР.
У червні-липні 1992 року в результаті наступу Азербайджанська армія взяла під контроль весь Кельбаджарський (за поділом НКР — Шаумянський), більшу частину Тертерського (за поділом НКР-Мартакертського), частину Ходжавендського (за поділом НКР-Мартунинського та Гадрутського), Ходжалінського (за поділом НКР-Аскеранського) і районів.
З метою відбиття наступу Азербайджану життя НКР було повністю переведене на воєнні рейки; 14 серпня 1992 був створений Державний комітет оборони НКР, а розрізнені загони сил самооборони були реформовані і на засадах жорсткої дисципліни та єдиноначальності організовані в Армію Оборони Нагірного Карабаху.
Армії Оборони НКР вдалося взяти під контроль велику частину раніше контрольованих Азербайджаном територій, зайнявши в ході бойових дій і ряд прилеглих до республіки районів Азербайджану, перетворених на вогневі точки.
У 1992 р. для врегулювання карабаського конфлікту була створена Мінська група ОБСЄ, в рамках якої здійснюється переговорний процес з метою підготовки Мінської Конференції ОБСЄ, покликаної домогтися остаточного вирішення питання статусу Нагірного Карабаху.
5 травня 1994, за посередництва Росії, Киргизстану і Міжпарламентської Асамблеї СНД у столиці Киргизстану Бішкеку Азербайджан, Нагірний Карабах і Вірменія підписали Бішкекський протокол, на підставі якого 12 травня тими ж сторонами була досягнута Домовленість про припинення вогню, що діяв (за винятком короткочасних конфліктів) до кінця вересня 2020 року.
Під час Другої Карабаської війни (27.09.2020 — 10.11.2020) Азербайджан повернув собі значну частину територій (на півдні), окупованих Вірменією в ході Першої Карабаської війни та місто Шуша. Решту цих територій (за винятком території Нагірного Карабаху) Вірменія зобов'язалась повернути згідно договору від 10.11.2020 року.